# Референдумы в Лихтенштейне (2000)
В 2000 году референдумы в Лихтенштейне проходили 27 февраля, 18 июня и 24 сентября. В феврале прошёл референдум по поправке к законопроекту, поддерживающего дешёвое жильё. Он был отклонён 66,3 % голосов избирателей. В июне проводился референдум по предоставлению и лишению гражданства, который был одобрен 50,1 % голосов с разницей всего в 15 голосов. Последний референдум был проведён в сентябре по поводу соглашения со Швейцарией по обеспечению соответствующего налога на большегрузные (более 3,5 т) автомобили. Он был одобрен 71 % голосов.

## Контекст

### Референдум по доступному жилью
Референдум касается изменения законодательства в поддержку жилья.
Это был факультативный референдум по народной инициативе: в рамках статьи № 66 Конституции законопроект, за который проголосовал Ландтаг, являлся предметом всеобщего голосования при сборе минимум 1 000 подписей зарегистрированных избирателей, комитет по сбору подписей собрал 1 619, из которых 1 609 были признаны действительны.

### Референдум по гражданству
Референдум касался поправок в Закон о гражданских правах, касающихся процедуры натурализации.
Проект поправок Ландтага предусматривал ускоренную процедуру натурализации после 30 лет проживания в стране, причём возраст, предшествовавший пятнадцатилетнему возрасту, является двойным и с минимальным сроком фактического проживания 5 лет. Кандидаты также должны были хорошо интегрированы в общество. Запрет на двойное гражданство сохранялся.
Это был факультативный референдум парламентского происхождения: Ландтаг решил представить законопроект на всенародное голосование в рамках статьи № 66 Конституции.

### Налог на большегрузные автомобили
Третий референдум касался заключённого с соседней Швейцарией договора о введении налога на транспортные средства большой грузоподъёмности, известного как HVF.
Ландтаг одобрил этот договор 16 июня 2000 года. Промышленные круги, выступающие против дополнительных затрат, решили ввести процедуру референдума и собрали для него 2207 подписей.
Это был факультативный референдум народного происхождения: в рамках статьи № 66-бис Конституции о международных договорах законопроект, принятый Ландтагом, являлся предметом всеобщего голосования при сборе минимум 1 500 подписей зарегистрированных избирателей.

## Результаты

### Референдум по доступному жилью
| Выбор                               | Голоса | %    |
| ----------------------------------- | ------ | ---- |
| За                                  | 3 037  | 33,9 |
| Против                              | 5 930  | 66,3 |
| Недействительных/пустых бюллетеней  | 169    | -    |
| Всего                               | 9 136  | 100  |
| Зарегистрированных избирателей/Явка | 16 048 | 56,9 |
| Источник: Démocratie directe        |        |      |

### Референдум по гражданству
| Выбор                               | Голоса | %    |
| ----------------------------------- | ------ | ---- |
| За                                  | 3 858  | 50,1 |
| Против                              | 3 843  | 49,9 |
| Недействительных/пустых бюллетеней  | 134    | -    |
| Всего                               | 7 835  | 100  |
| Зарегистрированных избирателей/Явка | 16 108 | 48,6 |
| Источник: Démocratie directe        |        |      |

### Налог на большегрузные автомобили
| Выбор                               | Голоса | %    |
| ----------------------------------- | ------ | ---- |
| За                                  | 6 417  | 71,0 |
| Против                              | 2 623  | 29,0 |
| Недействительных/пустых бюллетеней  | 134    | -    |
| Всего                               | 9 174  | 100  |
| Зарегистрированных избирателей/Явка | 16 173 | 56,7 |
| Источник: Démocratie directe        |        |      |